# Konstantin Balmont
Konstantin Dmitrievici Balmont (în rusă: Константин Дмитриевич Бальмонт) (n. 15 iunie [S.V. 3 iunie] 1867, d. 23 decembrie 1942) a fost poet rus, stabilit din 1921 în Franța.
Lirica sa, de factură simbolistă, se caracterizează prin forme de expresie novatoare și rimă interioară.

## Opera
- 1894: Sub cerul nordului ("Pod severnîm nebom");
- 1895: În imensitate ("V bezbrejnosti");
- 1903: Să fim ca soarele ("Будем как Солнце");
- 1908: Liturghia frumuseții ("Liturghiia krasotî");

Balmont a tradus din Percy Bysshe Shelley, Henrik Ibsen, Edgar Allan Poe, Pedro Calderón de la Barca și Walt Whitman.